# Hermannskogel
Hermannskogel är ett berg i Österrike.   Det ligger i  förbundslandet Wien, i den östra delen av landet, 9 km nordväst om huvudstaden Wien. Toppen på Hermannskogel är 542 meter över havet, eller 167 meter över den omgivande terrängen. Bredden vid basen är 4,6 km.
Terrängen runt Hermannskogel är huvudsakligen kuperad, men åt sydost är den platt. Runt Hermannskogel är det mycket tätbefolkat, med 3 623 invånare per kvadratkilometer.. Närmaste större samhälle är Wien, 9,0 km sydost om Hermannskogel. 
Runt Hermannskogel är det i huvudsak tätbebyggt.